# Marie de Portugal (1521-1577)
Pour les articles homonymes, voir Marie de Portugal.
Titre
Duchesse de Viseu
18 juin 1521 – 10 octobre 1577
(56 ans, 3 mois et 22 jours)
Marie, duchesse de Viseu et infante du Portugal, est née le 18 juin 1521 et morte le 10 octobre 1577 à Lisbonne.

## Biographie
Marie est la fille du roi de Portugal Manuel Ier et de sa troisième épouse, Éléonore de Habsbourg.
On la disait d’une grande beauté avec une peau très blanche et des yeux bleus. Bien qu'elle ait reçu de nombreuses demandes en mariage, elle les refuse et finit ses jours célibataire et sans enfant. 
Son père décède en 1521. Sa mère est remariée au roi de France, François Ier en 1530, et est donc forcée de la laisser au Portugal d'où son surnom : « La Abandonada ». Elle est élevée par Catherine de Castille au Portugal. Elle ne revoit sa mère, non sans faire de difficultés, qu'à son retour en 1557, soit plus de 20 ans plus tard, après l'abdication de Charles Quint. Elle ne reste que trois semaines avec sa mère avant de repartir à Lisbonne. Cette entrevue difficile abrège les jours de la reine. 
Marie est l'une des princesses les plus riches d'Europe, car elle hérite de sa mère les sénéchaussées de Rouergue et de l'Agenais, ainsi que les jugeries de Rieux, Rivière-Verdun et Albigeois en plus de la dot dont l'a pourvue son père. Grâce à la fortune que lui ont laissée ses parents, elle est souvent appelée en tant que protectrice des arts et des lettres. En 1568, elle finance la construction d'une église pour recevoir le reliquaire de sainte Engrâce, l'église Sainte-Engrâce de Lisbonne – actuel Panthéon national portugais. En 1575, elle soutient également la reconstruction d'un petit ermitage de Lisbonne, qui devient l'église Notre-Dame da Luz.
Plusieurs fois, Charles Quint pense à Marie en second choix pour la marier en 1535 à son neveu, Maximilien, puis en 1545 avec son propre fils, Philippe, avant que ne se présente l'opportunité d’un mariage avec Marie Tudor.
Elle meurt à Lisbonne, à l'âge de 56 ans. Elle est inhumée dans la chapelle de Notre-Dame de Luz.